# 三凤镇
三凤镇，是中华人民共和国四川省遂宁市蓬溪县下辖的一个乡镇级行政单位。2019年9月，撤销金龙乡，将其所属行政区域划归三凤镇管辖。

## 行政区划
三凤镇下辖以下地区：
黄角街社区、兰草村、大坡村、石柱村、跃进桥村、书楼村、五家湾村、梨树村、立庄村、湘山村、东蝉村、三凤村、河边村、龙潭村、天台村、窑孔村、桃花村、福掌村、凤集沟村、倒马坎村、宏图村、观斗山村、两邓村、梨树沟村、月台村、新开村、水孔村、石垭子村、三麻沟村和简家沟村、金龙社区、新宇村、珠槽沟村、西充沟村、杨柳沟村、降龙村、石村垭村、瓦窑沟村、乃堂坝村、岳家沟村和田竹垭村。